# François-Auguste Mignet
François-Auguste-Marie Mignet, né le 8 mai 1796 à Aix-en-Provence et mort le 24 mars 1884 à Paris, est un écrivain, historien et journaliste français, conseiller d'État, directeur des Archives du ministère des Affaires étrangères sous la monarchie de Juillet, auteur d'une Histoire de la Révolution française.

## Biographie

### Formation
Il fait ses études primaires au collège d'Aix, alors situé à la chapelle des Andrettes, puis part au lycée d'Avignon comme boursier.
Il revient à Aix-en-Provence en 1815 pour faire des études de droit à l'Université d'Aix-Marseille. Il y fait la connaissance d'Adolphe Thiers avec qui il se lie d'amitié. En 1818, il soutient une thèse qui lui vaut les félicitations du jury et lui permet d'être reçu au barreau.
Il n'est cependant pas attiré par le droit et envisage plutôt une carrière d'historien. À 24 ans, il est lauréat de l'Académie des inscriptions et belles-lettres pour De la féodalité, des institutions de saint Louis et de l'influence de l'institution de ce prince,.

### Son œuvre majeure

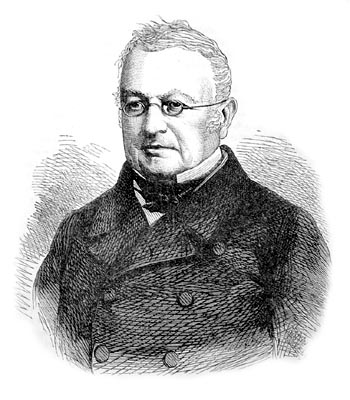
Adolphe Thiers, ami intime de François Mignet, devient président de la République en 1871.

En 1821, il part à Paris en même temps qu'Adolphe Thiers. Mais il revient tous les ans dans sa ville natale et c'est lors de ces séjours qu'il compose son œuvre majeure, Histoire de la Révolution française de 1789 jusqu'en 1814, écrite et publiée en deux volumes en 1824 et traduite en vingt langues. Son écriture l'identifie au courant de l'histoire narrative, en vogue au XIXe siècle, dont il est une des figures emblématiques, avec Augustin Thierry et Adolphe Thiers. Il se démarque de la vision de Jules Michelet et, plus encore du courant de l'histoire philosophique.
À Paris, il habita au no 18 rue Notre-Dame-de-Lorette.
Il est le premier à donner une signification sociale à la Révolution française. Il distingue deux révolutions : la première (1789-1791), réalisée par les classes moyennes était rendue inévitable par la nécessité d'accorder les institutions politiques avec les réalités sociales du XVIIIe siècle (apparition de la bourgeoisie, capable de diriger l'État mais globalement écartée du pouvoir), et la seconde révolution, qui est une révolution défensive, rendue inévitable par la résistance des contre-révolutionnaires, et réalisée par le peuple auquel la classe moyenne a fait appel pour défendre sa révolution. Mais ce n'est pas à ses yeux une révolution constructive.
Contrairement aux historiens antérieurs (Madame de Staël, Augustin Thierry, Guizot, Sismondi), Mignet est le premier à distinguer deux blocs au sein du Tiers état. Selon Yvonne Knibiehler, Mignet « lève le complexe de culpabilité qui depuis la Terreur leur (les classes moyennes) faisait baisser la tête : les responsables de 89 s'étaient cru coupables de 93, ils savent désormais que la violence n'est plus leur faute mais celle de leurs adversaires : les privilégiés. » L'ouvrage fondateur de Mignet, qui met en valeur les écueils qu'elles doivent éviter pour réussir (la guerre extérieure, l'appel au peuple), sera ainsi « le bréviaire des révolutions libérales » du XIXe siècle.

### Ses activités professionnelles et sociales
Mignet donne dans le même temps des cours à l'Athénée.
Il œuvre aussi dans le journalisme, étant successivement ou simultanément rédacteur au Constitutionnel, au Courrier français, à la Revue des deux Mondes, au Journal des savants, et est l'un des fondateurs du National. Il écrit des articles contre les Bourbons, ce qui fait de lui l'un des artisans des Trois Glorieuses (juillet 1830). Il figure d'ailleurs parmi les signataires de la protestation contre la loi sur la presse (juillet 1830).
Conseiller d’État, il devient « directeur des Archives et de la Chancellerie » au ministère des Affaires étrangères en 1830, et occupe ce poste pendant tout le règne de Louis-Philippe.
Il devient membre de l'Académie des sciences morales et politiques dès sa reconstitution en 1832, secrétaire perpétuel en 1836. Il fréquente avec Thiers la goguette des Frileux. Soutenu par Thiers, il est élu à l'Académie française, le 29 décembre 1836, et y siège près de 48 ans. En 1846, il charge le jeune normalien Jules Bonnet de recueillir les lettres inédites de Calvin.

### Dernières années de sa vie

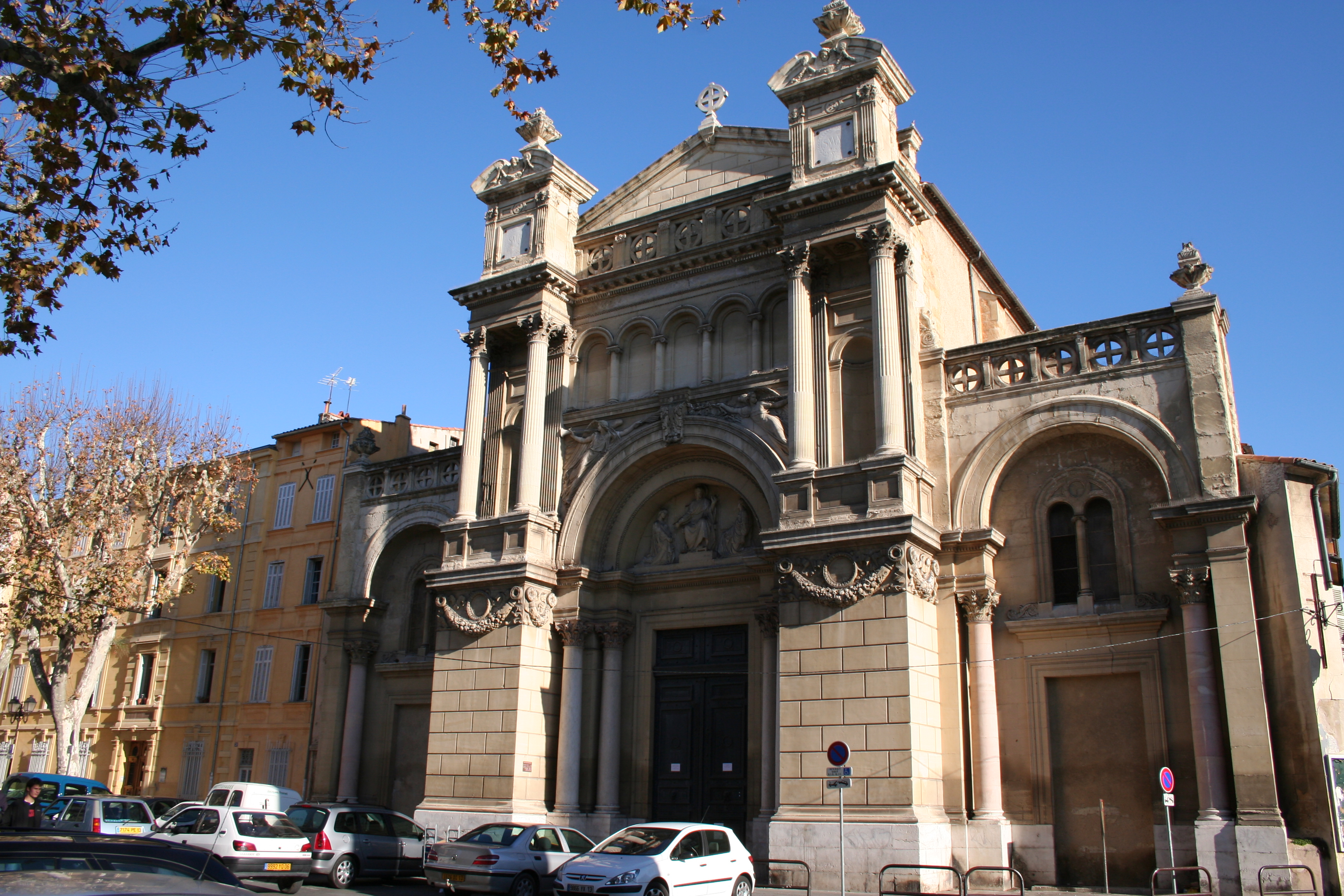
Église de la Madeleine d'Aix-en-Provence où sont célébrées les obsèques de Mignet.

Il va nouer de solides amitiés, notamment avec le poète allemand Heinrich Heine. Mignet est présent à son inhumation au cimetière de Montmartre le 20 février 1856. Heine est un grand admirateur de l'œuvre de Mignet. Il a lu et relu l'Histoire de la Révolution.
Mignet meurt le 24 mars 1884 au 12, rue d'Aumale (Paris). Une plaque commémorative y a été apposée : « François Mignet, historien, né à Aix-en-Provence le 8 mai 1796, est mort dans cette maison le 24 mars 1884 ». Ses obsèques ont lieu en l’église de la Madeleine, à Aix-en-Provence. Il est inhumé au cimetière Saint-Pierre.

## Hommages

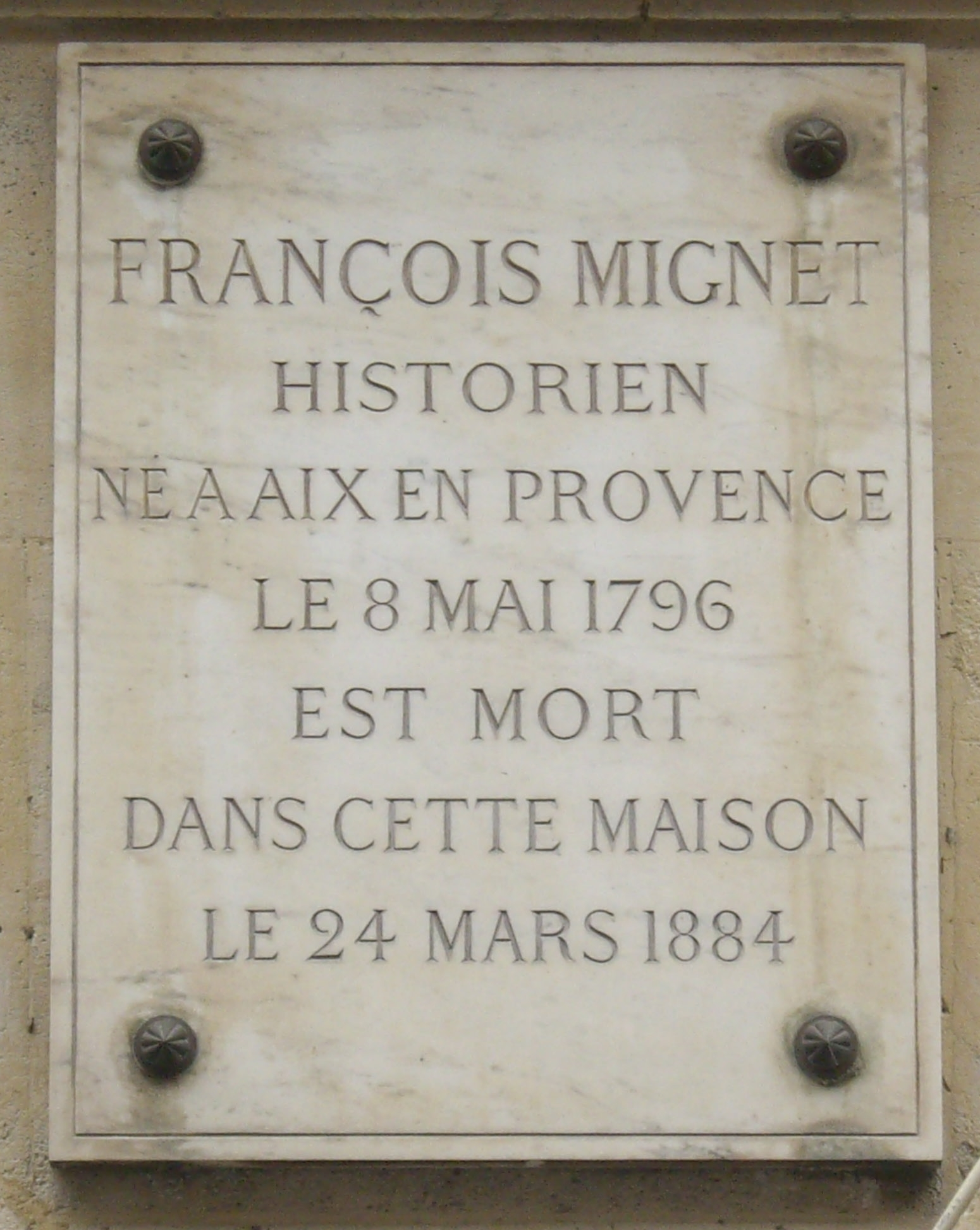
Plaque commémorative au 12, rue d’Aumale.

La rue Bellegarde où il est né a reçu en 1885 le nom de « rue Mignet ».
Le collège de la rue Cardinale à Aix-en-Provence porte le nom de « collège Mignet », anciennement le lycée Mignet où fut tourné le film Le naïf aux 40 enfants, notamment.

Dans le 16e arrondissement de Paris, la rue Mignet lui rend hommage.

## Publications

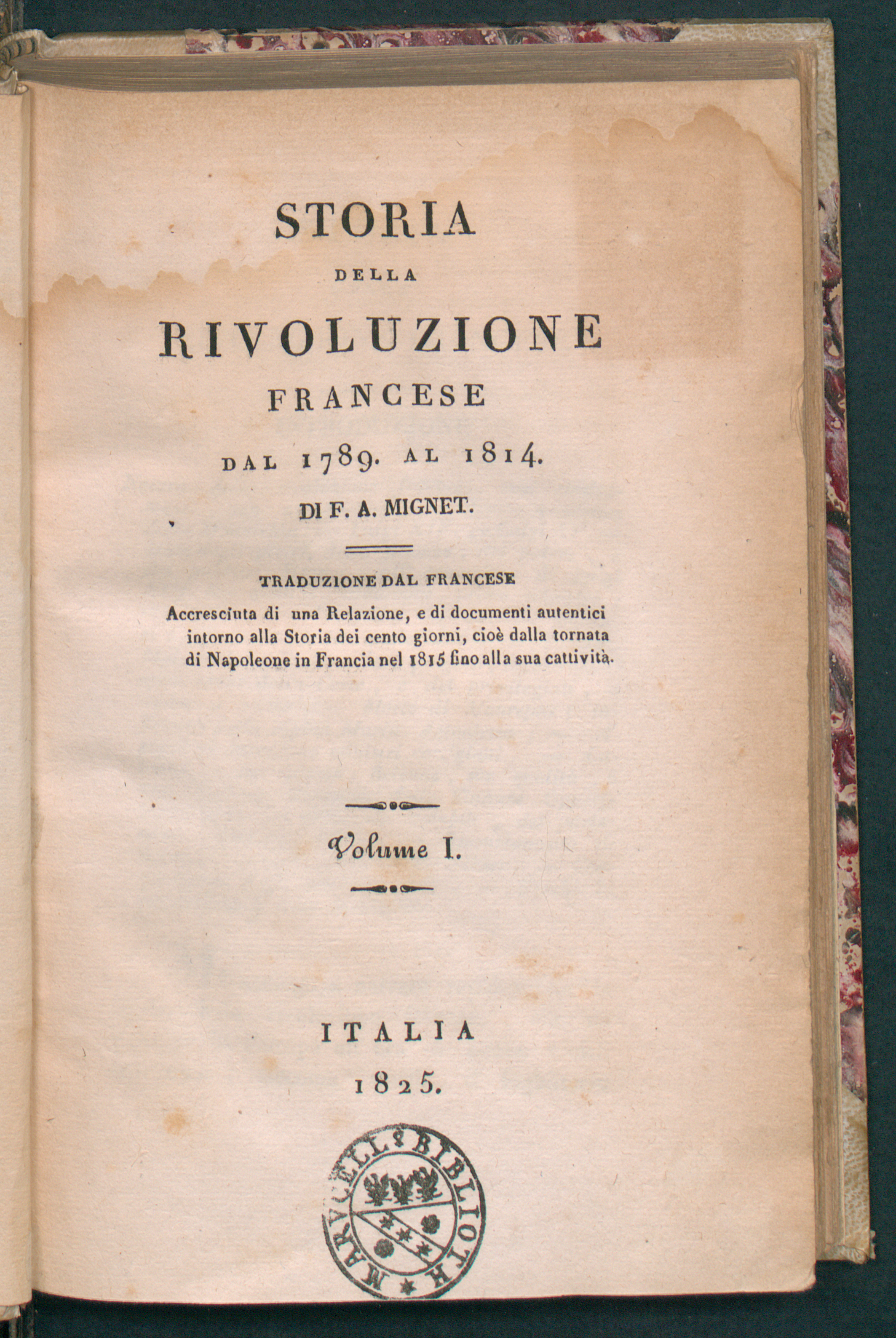
Histoire de la Révolution française depuis 1789 jusqu'en 1814, traduction italienne, 1825.

- Un éloge de Charles VII, prix de l'académie de Nîmes ;
- L'Absence, prix de l'académie d'Aix ;
- Essai sur les institutions de Saint-Louis, prix de l'académie des inscriptions et belles-lettres, chez L'Huillier libraire, Paris, 1822 (lire en ligne);
- Histoire de la Révolution française, Firmin Didot père & fils, Paris, 1824 (lire en ligne).
- Négociations relatives à la succession d'Espagne sous Louis XIV ou Correspondances, mémoires, et actes diplomatiques concernant les prétentions et l'avènement de la maison de Bourbon au trône d'Espagne, Imprimerie royale, Paris 1835, tome 1, 1835, tome 2, 1842, tome 3
- Vie de Franklin à l'usage de tout le monde, Académie des sciences morales et politiques, Firmin Didot Frères, Paris, 1848
- Histoire de Marie Stuart (1851)